# Percussor

Percussor (por vezes chamado de percutor), é o elemento atuador que efetivamente se choca contra a espoleta no mecanismo de disparo de uma arma de fogo ou dispositivo de explosão (mina ou granada). Geralmente tem o formato de um pequeno pino.

## Variantes
Se o percussor, está integrado ao cão, a arma é dita de "percussão direta"; se o percussor e o cão são peças separadas, o cão se movimenta, se choca com o percussor, que é impulsionado e atinge a espoleta, a arma é dita de "percussão indireta". Em armas muito antigas, usando munições do tipo Lefaucheux, onde o pino percussor ficava na lateral do cartucho, arma é dita de "percussão lateral".

## Striker-fired
Em um mecanismo striker-fired um "striker" ("atacante") é uma peça híbrida conectada diretamente a uma mola e geralmente é mais pesada e mais volumosa, sem a necessidade de um cão separado. Os mecanismos do tipo "striker-fired" são geralmente mais simples, pois combinam as funções do cão e do percussor em uma única peça.
O percussor está geralmente localizado no ferrolho de uma arma de fogo de repetição. As armas de fogo que não possuem ferrolho, como revólveres e a maioria das armas de tiro único, geralmente possuem um pino de disparo muito curto no quadro de ação, ou então preso ao próprio cão. Esses tipos de armas quase nunca são disparadas por um "striker", pois não há espaço suficiente para abrigar um mecanismo desse tipo. Os mecanismos "striker-fired" são mais comumente encontrados em pistolas semiautomáticas e armas de fogo de ferrolho.